# 13220 Kashiwagura
13220 Kashiwagura è un asteroide della fascia principale. Scoperto nel 1997, presenta un'orbita caratterizzata da un semiasse maggiore pari a 3,0038429 UA e da un'eccentricità di 0,0968567, inclinata di 10,85429° rispetto all'eclittica.